# Horba
Horba ist ein Ortsteil von Königsee im Landkreis Saalfeld-Rudolstadt in Thüringen.

## Lage
Der Ort Horba liegt am Rande des Thüringer Waldes auf einem Hochplateau und wird von den Wäldern des Paulinzellaer Forstes umgeben. Südwestlich zu Horba liegt im Tal der Hauptort Königsee.

## Geschichte
Unter dem Namen Horwe wurde das Dorf im Jahre 1371 erstmals erwähnt. Bis 1918 gehörte der Ort zur Oberherrschaft des Fürstentums Schwarzburg-Rudolstadt.

## Sehenswürdigkeiten
- Dorfkirche Horba

## Persönlichkeiten

### Söhne und Töchter von Horba
- Hildebert Apel (1865–1929), Landtagsabgeordneter in Schwarzburg-Rudolstadt
- Fritz Rössel (1886–1966), Heilpädagoge

### Ortsbürgermeister
- Ortsbürgermeister 2019 ist Mathias Hielscher
- Ortsbürgermeister 2014 ist Thomas Manz[3]
- Ortsbürgermeister 2009 war Jens Häußer[4]

## Sonstiges
- Der Ort wird von Omnibusverkehr Saale-Orla Rudolstadt GmbH auf der Regionalbus-Linie 35 bedient.